# 谢尔克林根
谢尔克林根（德語：Schelklingen，發音：[ˈʃɛlklɪŋən] ⓘ）是德国巴登-符腾堡州蒂宾根行政区山地-多瑙县的城市，总面积为75.24平方千米，2023年12月31日总人口为6,952人。